# Jean-Pierre Abel-Rémusat
Jean-Pierre Abel-Rémusat (Párizs, 1788. szeptember 5. – Párizs, 1832. június 2.; kínai neve pinjin hangsúlyjelekkel: Léi Mùshā; magyar népszerű: Lej Mu-sa; kínaiul: 雷暮沙) francia sinológus, a Collège de France kínai tanszékének első vezetője.

## Élete, munkássága

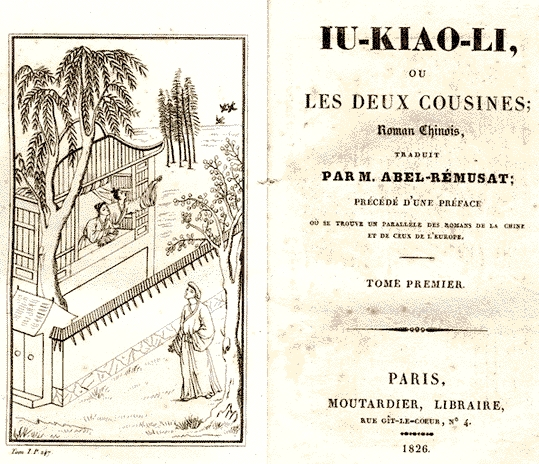
A Iu-kiao-li, ou les deux cousines címen megjelent kínai regény, Rémusat fordításában (1826)

Rémusat kezdetben orvosnak készült, 1813-ban gyógyszerészetből szerzett doktori fokozatot. Gyógyszerészetii tanulmányai során találkozott Tersan abbé kínai gyógynövényekkel kapcsolatos értekezésével, amely lenyűgözte a fiatalembert. Fáradhatatlan kitartással önállóan tanult meg kínaiul olvasni, majd öt év múlva, 1811-ben megírta a Essai sur la langue et la Littérature chinoises című, kínai nyelvről és irodalomról szóló tanulmányát. Ezt követően még több kínai nyelvészeti tanulmánya is jelent meg latin nyelven.
Rémusat korai tanulmányaival megalapozta a tudományos hírnevét, melynek köszönhetően 1814. november 29-én, a mindössze 26 esztendős fiatalembert kinevezték a Collège de France-on frissen alapított kínai szék vezetőjének. Székfoglaló előadását 1815. január 16-án tartotta, amely dátumot egyben a tudományos igényű sinológia „születésnapjának” is tekintik.
Előadásai során a kínai nyelvészetre és filológiára, a klasszikus kínai szövegek tanulmányozására összpontosított. Jegyzeteinek könyvformába szerkesztett változata 1822-ben jelent meg Élémens de la grammaire chinoise, ou Principes généraux du Kou-wen ou style antique, et du Kouan-hou, c'est-à-dire, de la language commune généralement usitée dans l'empire chinois („A kínai nyelvtan elemei, avagy a ku-ven – más néven régi stílus – valamint a kuan-hua – ami az általánosan használt köznyelv megnevezése a kínai birodalomban – általános elvei”) címen. Ez a mű tekinthető a kínai nyelvvel kapcsolatos első, nyugati nyelven íródott tudományos értekezésnek.
1918-ban a  Journal des savants tudományos folyóirat szerkesztője lett, 1922-ben pedig a Párizsban alapított Société asiatique egyik alapítója és első titkára lett. Ezenkívül több kormányzati pozíciót is betöltött.
1826-ban jelent meg a mandzsu kori Jü-csiao-li (玉嬌梨) című kínai regényből készült fordítás Iu-kiao-li, ou les deux cousines. Maga a mű nem számít túl jelentősnek, kiemelkedőnek a kínai irodalomtörténetben, ezzel együtt ez lett az első kínai regény, amely Európában ismertté vált. Rémusat fordítását olvasta Thomas Carlyle, Ralph Waldo Emerson, Goethe és Stendhal is.
Rémusat 1930-ban megbízást kapott, hogy katalogizálja a francia királyi könyvtár gyűjteményének kínai tárgyú műveit. A katalógus első kötetével 1832-ben készült el, de kolerában elhunyt, mielőtt kinyomtatták volna.

## Főbb művei
- Abel Rémusat. Élémens de la grammaire chinoise, ou, Principes généraux du kou-wen ou style antique: et du kouan-hoa c'est-à-dire, de la langue commune généralement usitée dans l'Empire chinois. Imprimerie Royale, 214. o. (1822). Hozzáférés ideje: 2011. május 15.
- Note sur quelques épithètes descriptives du Bouddha. Journ. des Sav., 1819, p. 625.
- Description du royaume de Cambodge par un voyageur chinois qui a visité cette contrée à la fin du XIII siècle, précédée d'une notice chronologique sur ce même pays, extraite des annales de la Chine. imprimerie de J. Smith, 1819
- Sur la succession des 33 premiers patriarches de la religion de Bouddha. Journ. des Sav., 1821, p. 4.
- Abel-Rémusat et Humboldt, Lettres édifiantes et curieuses sur la langue chinoise, 1821–1831
- Les éléments de la grammaire chinoise, 1822
- Aperçu d'un Mémoire sur l'origine de la Hiérarchie Lamaique. Journ. As., Vol. IV., 1824, p. 257.
- Mélanges Asiatiques, ou Choix de morceaux de critique, et de mémoires relatifs aux religions, aux. sciences, à l'histoire, et à la géographie des nations orientales. Vols. I. and II., Paris, 1825
- Iu-Kiao-Li (Les Deux Cousines), Paris, 1826
- Nouveaux Mélanges Asiatiques, ou Recueil de morceaux critiques et de mémoires relatifs aux religions, aux sciences, aux coutumes,à l'histoire et à la géographie des nations orientales;  vol. I. et II, 1829
- Observations sur trois Mémoires de De Guignes insérés dans le tome XI. de la Collection de l'Académie des Inscriptions et Belles-Lettres, et relatifs à la religion samanéenne. Nouv. Journ. As., 2e série, Vol. VII. (1831), pp. 265, 269, 301.
- Observations sur Histoire des Mongols orientaux, de Ssanang-Ssetsen. Paris, 1832
- Foé Koué Ki; ou, Relations des royaumes bouddhiques: voyage dans la Tartarie, dans l'Afghanistan et dans l'Inde, exécuté, à la fin du IVe siècle, par Chy Fa Hian. Traduit du Chinois et Commenté par M. Abel Rémusat. Ouvrage Posthume. Revu, Complété, et Augmenté d'Éclaircissements Nouveaux Par MM. Klaproth et Landresse. Paris, l'Imprimerie Royale, 1836. The original Chinese title is 佛國記.
- Mémoires sur un voyage dans l'Asie Centrale, dans le pays des Afghans, et des Beloutches, et dans l'Inde, exécuté à la fin du IVe siècle de notre ère par plusieurs Samanéens de Chine. Mém. de l'Inst. royal de France, Acad. d. inscr. 1838, p. 343.
- Mélanges posthumes d'histoire et de littérature orientales. Paris, 1843

## Fordítás
- Ez a szócikk részben vagy egészben  a   Jean-Pierre Abel-Rémusat című angol Wikipédia-szócikk ezen változatának fordításán alapul.  Az eredeti cikk szerkesztőit annak laptörténete sorolja fel. Ez a jelzés csupán a megfogalmazás eredetét és a szerzői jogokat jelzi, nem szolgál a cikkben szereplő információk forrásmegjelöléseként.